# Spitfire (The Prodigy)
Spitfire è un singolo del gruppo musicale inglese The Prodigy, pubblicato l'11 aprile 2005 come terzo estratto dal quarto album in studio Always Outnumbered, Never Outgunned.

## Tracce
1. Spitfire (05 Version) – 3:27
2. Spitfire (Nightbreed Mix) – 6:10
3. Spitfire (Future Funk Squad's 'Dogfight' Remix) – 7:27

## Formazione
Musicisti
- Liam Howlett – programmazione, tastiera, chitarra, batteria, strumentazione analogica
- J. Lewis – voce
- Neil McLellan – programmazione aggiuntiva
- Matt Robertson – stab creation

Produzione
- Liam Howlett – produzione, missaggio
- Neil McLellan – coproduzione, missaggio
- Damian Taylor – ingegneria del suono Pro Tools
- Emily Lazar – mastering